# Waardrijke wilgenroest
De waardrijke wilgenroest (Melampsora epitea) is een roestschimmel in de familie Melampsoraceae. Hij is een heteroecische biotrofe parasiet die voorkomt op wilgen Salix. Deze roestschimmel kent vijf soorten sporen en leeft op twee waardplanten. Hij is ook een volledige cyclusroest: hij produceert alle soorten roest. Urediniosporen en teliosporen worden geproduceerd op wilgen, de andere twee (spermatiën en aeciosporen) op verschillende planten. 

## Kenmerken
Spermogonia
Spermogonia komen voor op zowel de boven- als onderzijde van het blad.
Aecia
Aecia komen voor op zowel de boven- als onderzijde van het blad of alleen de onderkant. Aecia zijn diffuus, bleek oranjegeel, rond of langwerpig, 0,5-1,5 mm groot. Daarboven, op het bovenoppervlak van de bladeren, gele vlekken. De aeciosporen meten 15-25 × 10-21 µm. Hun wanden zijn 1,5-3 µm dik zonder kiempore. Op gele bergsteenbreek (Saxifraga aizoides) zijn ze wat groter, namelijk 24-32 × 16-22,5 µm. 
Uredinia
Uredinia zijn geel en komen voor aan beide zijden van het blad. Ze zijn 0,25 tot 2 mm in diameter. Ze zijn eerst bedekt door de epidermis, daarna naakt. Ze hebben knotsvormige, dunwandige tot 10  µm lange, kleurloze parafysen. De  oranje tot lichtgele urediniosporen zijn fijnstekelwrattig met onopvallende kiempore. De sporen meten 12-25 × 10-18 µm en hebben wand van 1,5 tot 3 µm dikte. Ze hebben geen zichtbare kiempore.
Telia
Telia groeien meestal aan de onderkant van het blad, sub-epidermaal, bruinig. De teliosporen zijn 1-cellig, glad niet of iets dikker aan de top. De sporenmaat is 20-50 × 7-14 µm en de sporenwand heeft een dikte van 2 µm.

## Verspreiding
De waardrijke wilgenroest wordt gevonden in Noord-Amerika, Europa en Azië. In het noorden bereikt hij de 78° breedtegraad in Spitsbergen, in het zuiden bereikt hij de 30° in Pakistan. Hij wordt ook gevonden in Australië en Nieuw-Zeeland. Hij komt veel voor in Europa. In Nederland komt deze soort matig algemeen.

## Waardplanten
Melampsora epitea komt voor op:
- Anacamptis morio (harlekijn)
- Dactylorhiza (handekenskruid)
- Euphorbia exigua (kleine wolfsmelk)[1]
- Euonymus europaeus (wilde kardinaalsmuts)
- Gymnadenia conopsea (grote muggenorchis)
- Neottia ovata (grote keverorchis)
- Ophrys (o.a. vliegenorchis)
- Orchis (o.a. mannetjesorchis)
- Platanthera (nachtorchis)
- Ribes (o.a. kruisbes)
- Salix (geoorde wilg, boswilg, Katwilg, kruipwilg)
- Saxifraga aizoides

## Foto's

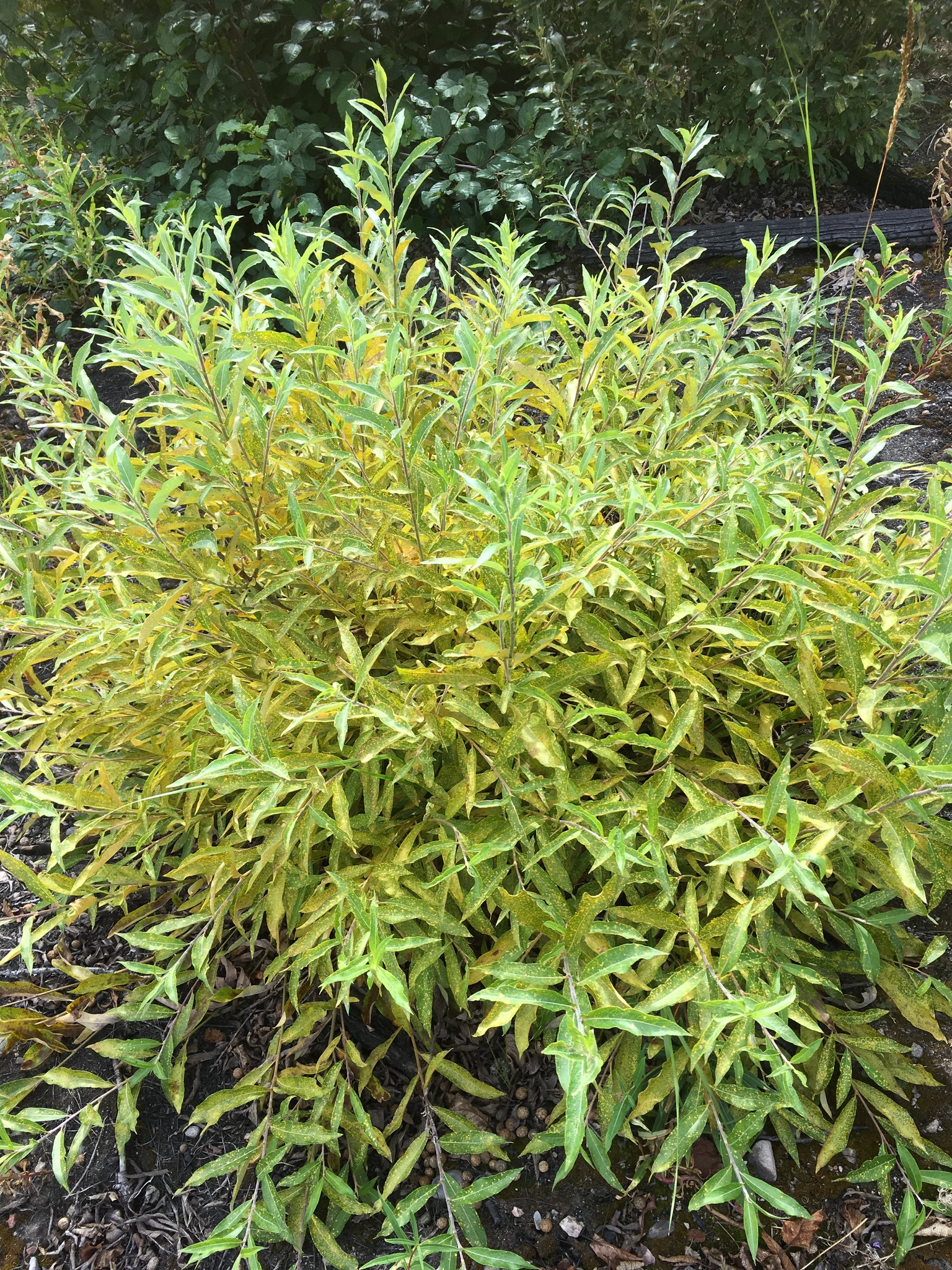
Struik met uredinia
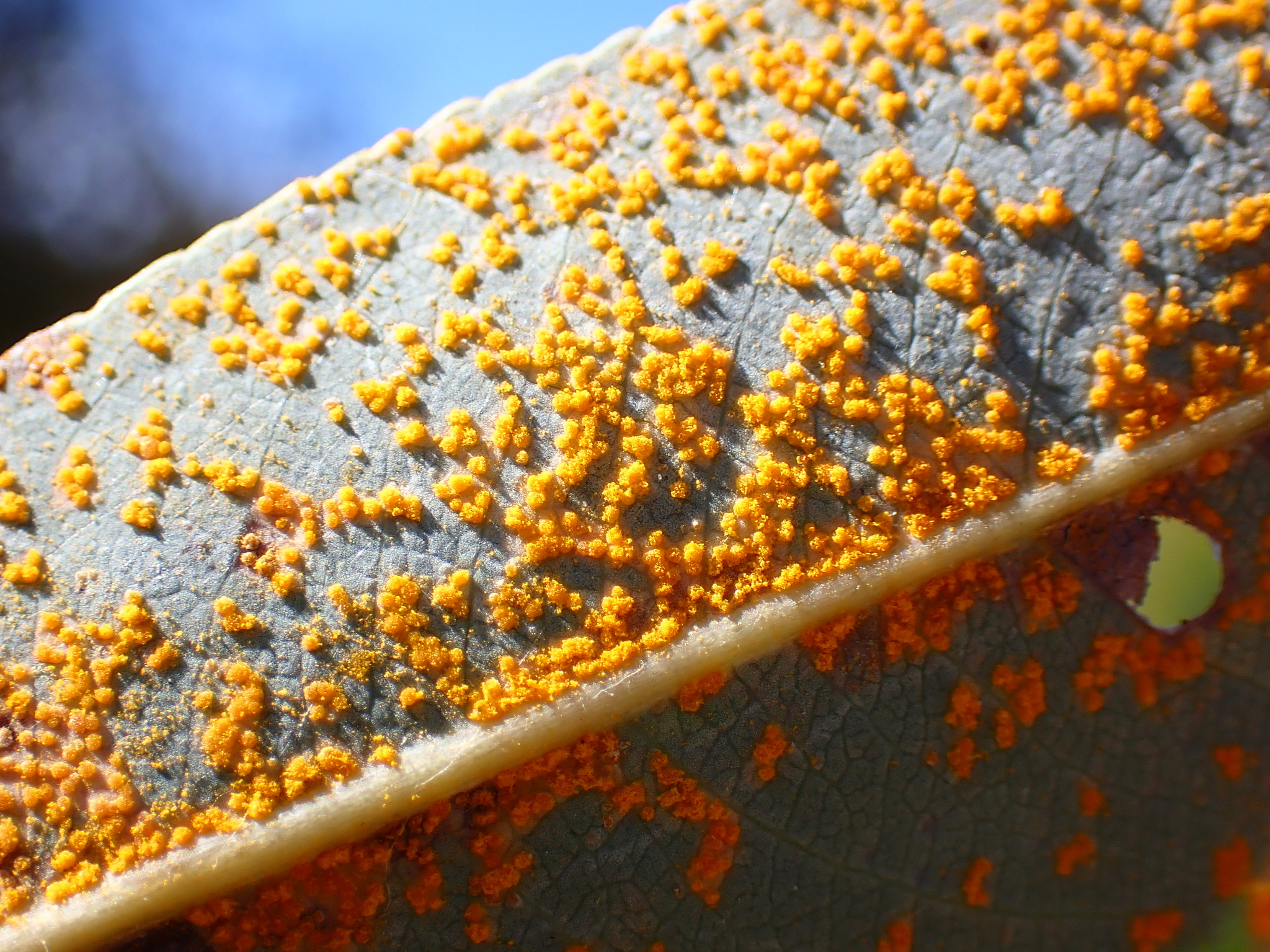
Uredinia
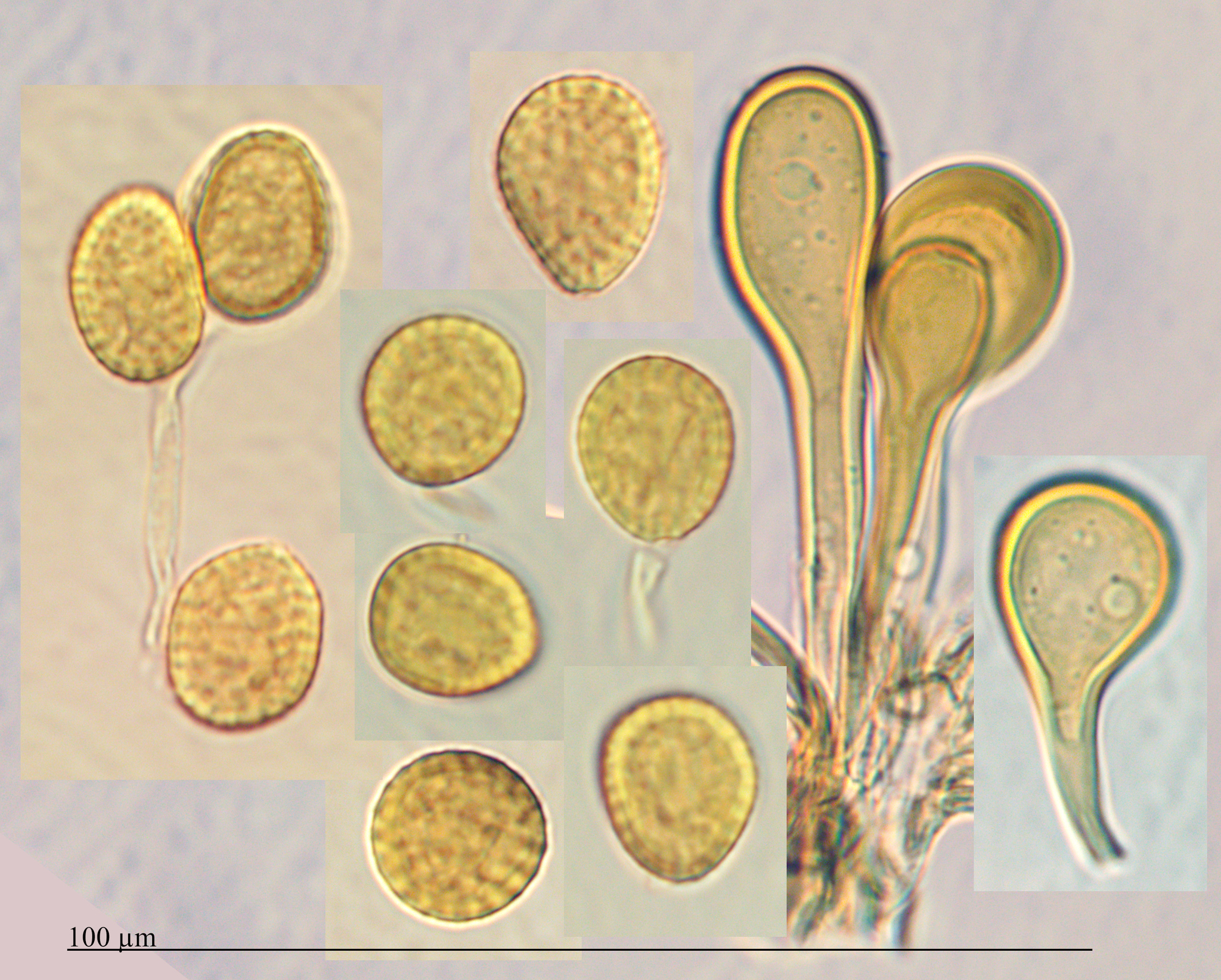
Urediniosporen met parafysen
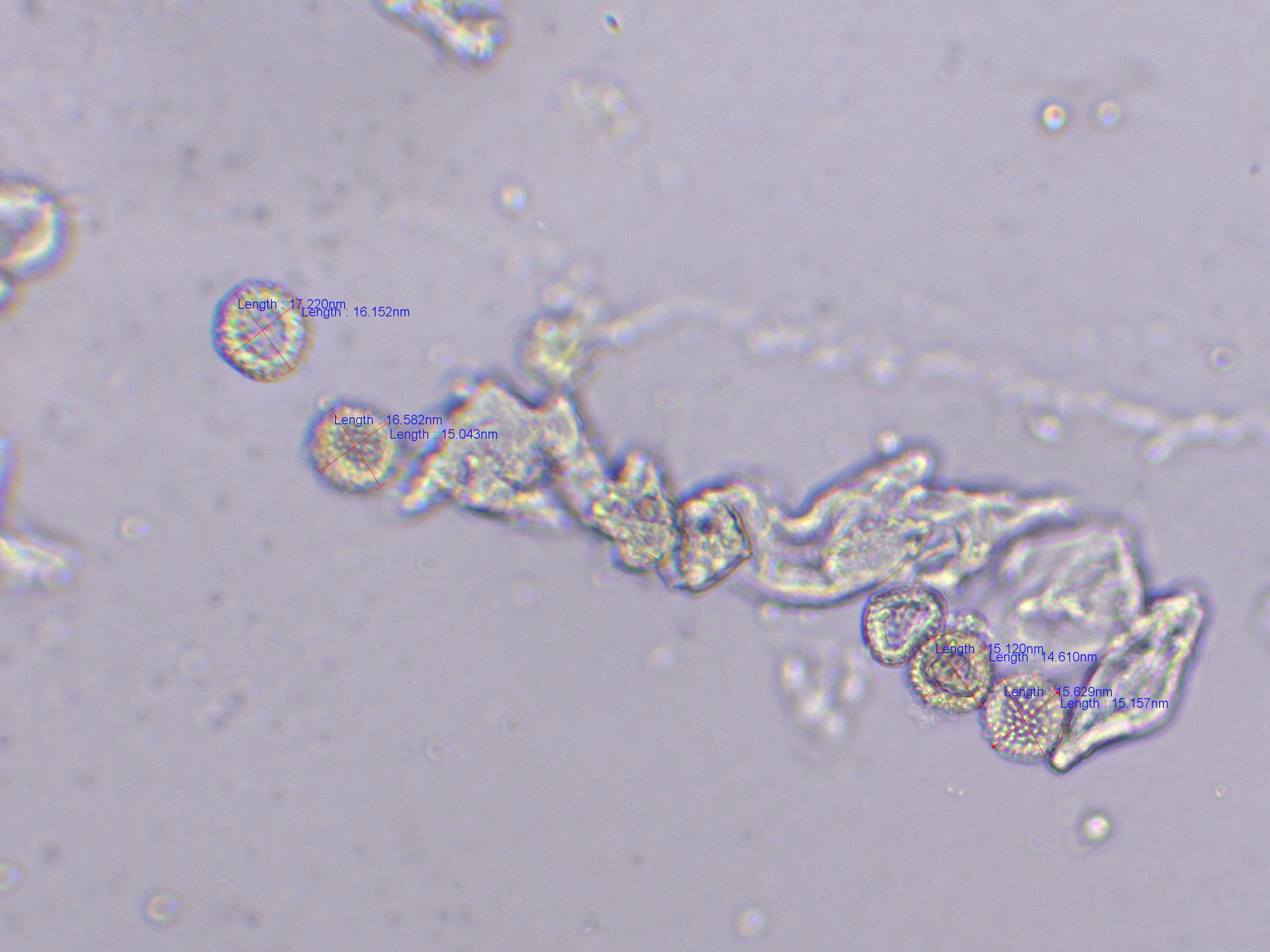
Urediniosporen
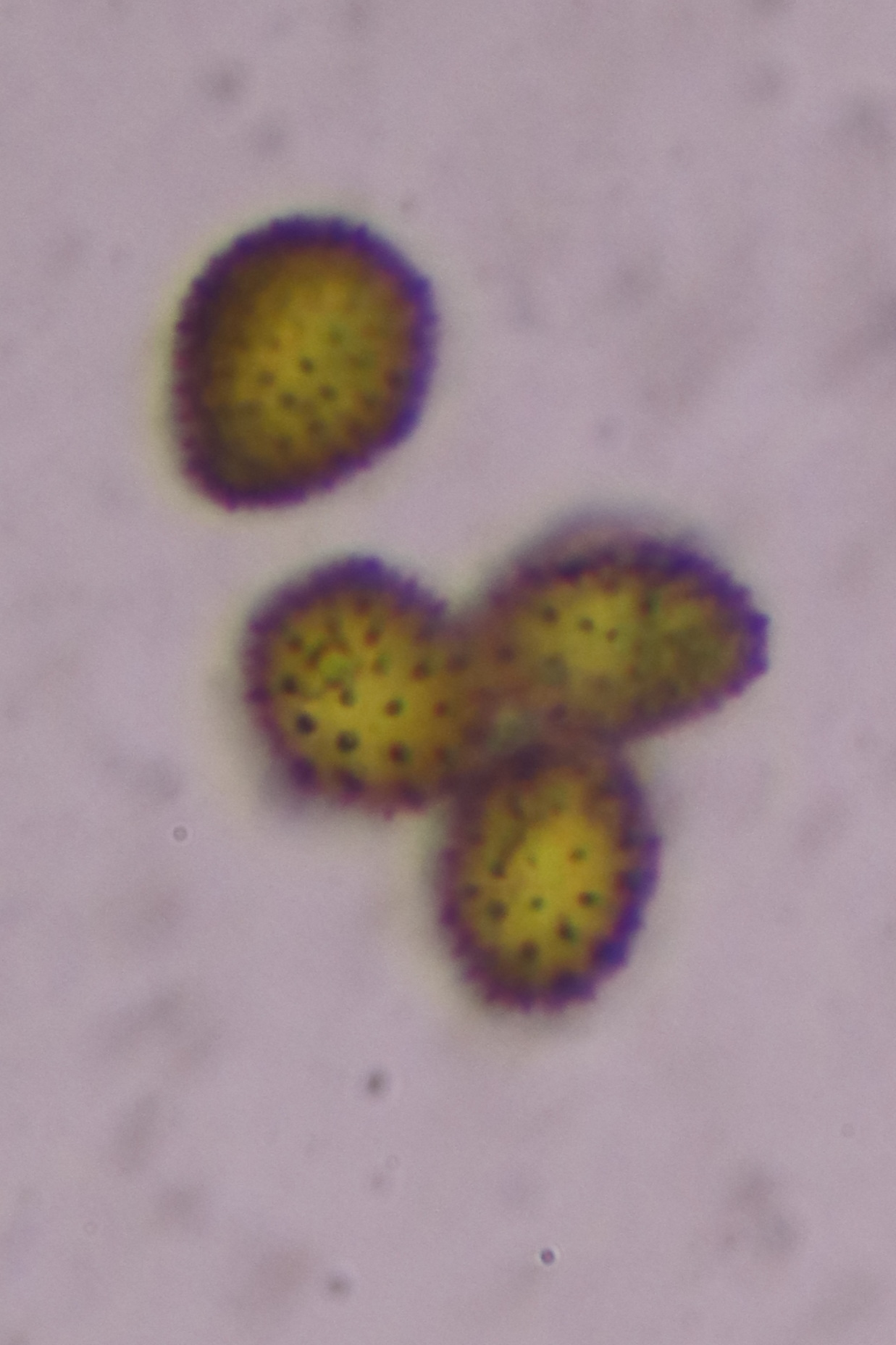
Urediniosporen
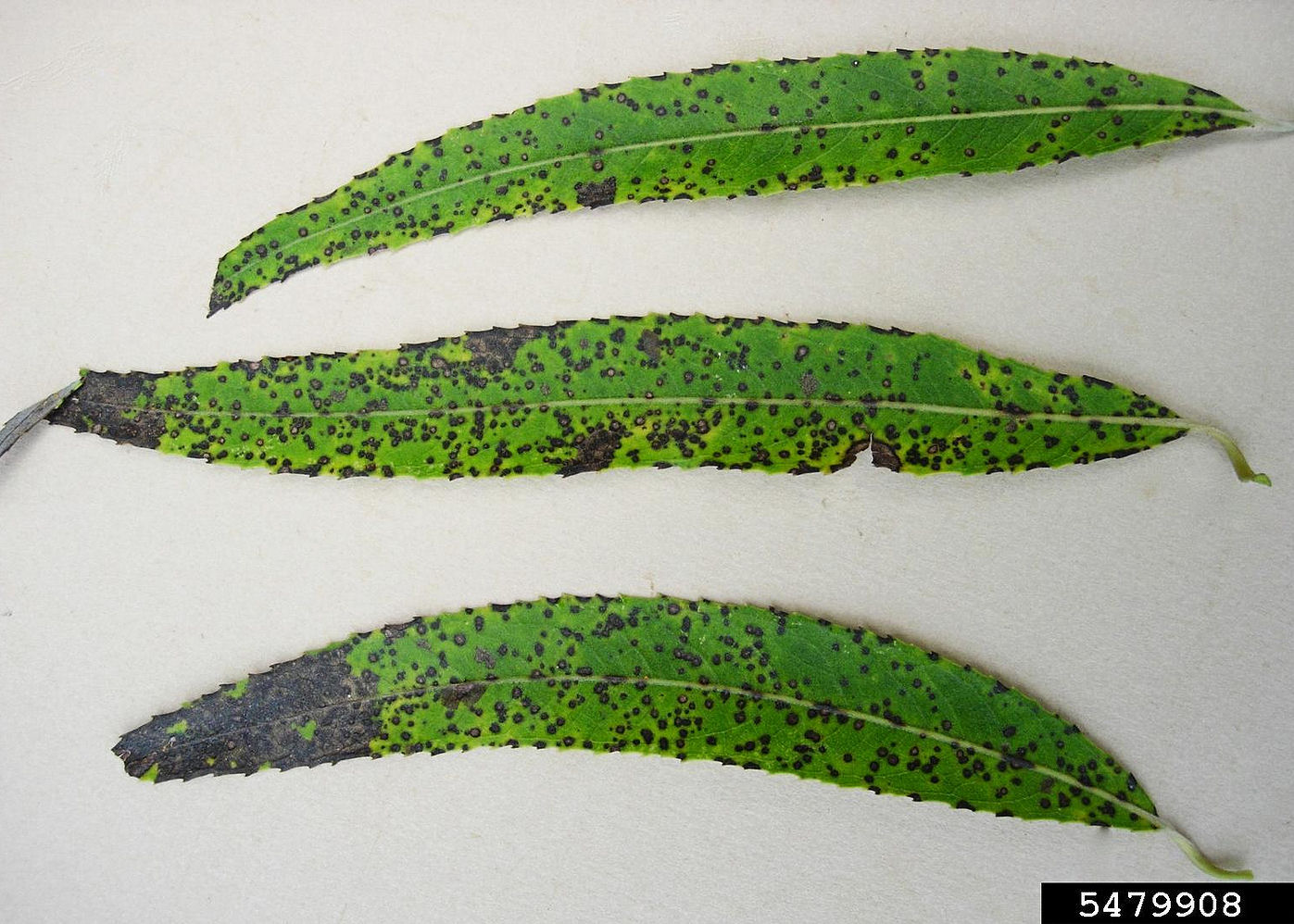
Telia
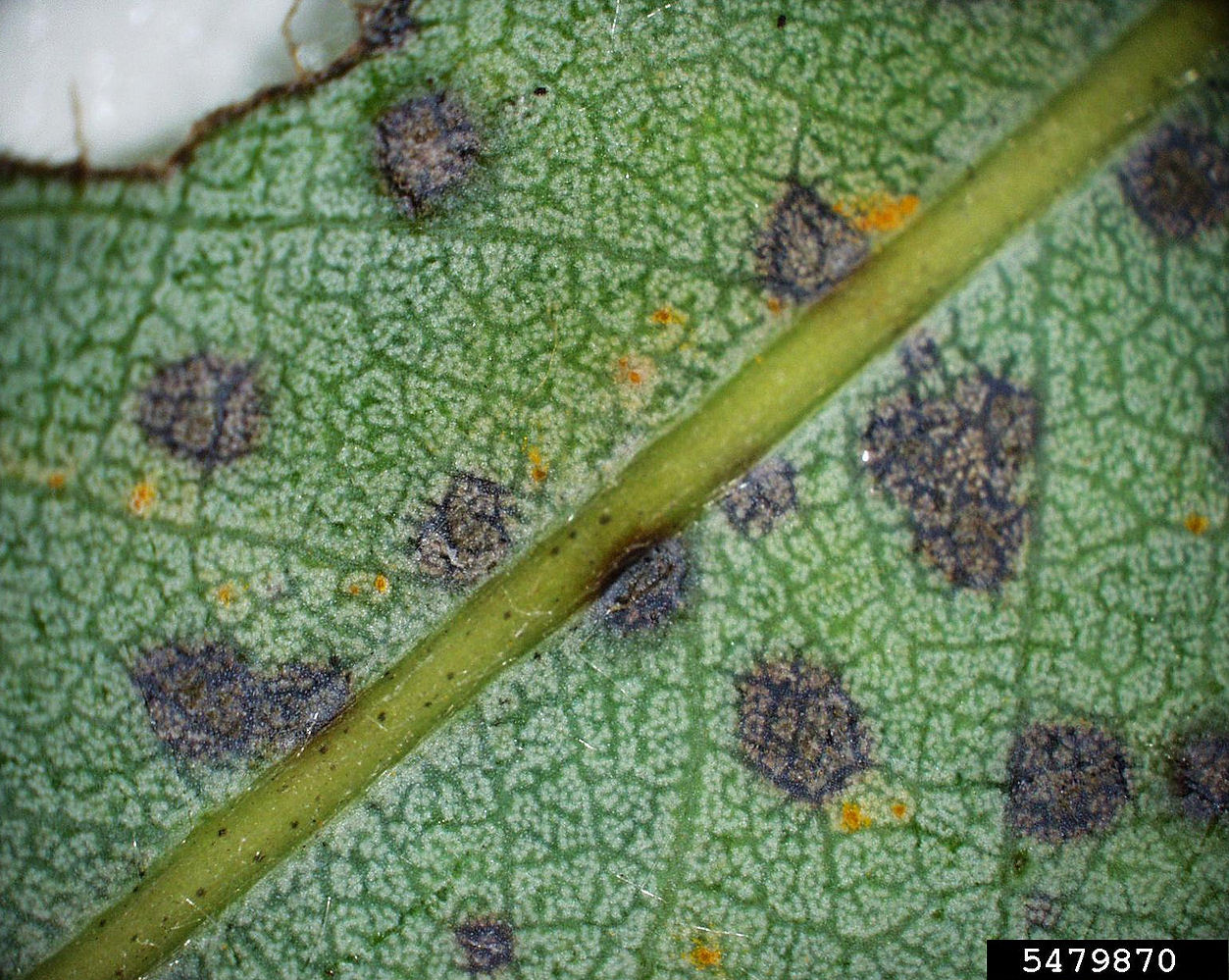
Telia